# Гисасола-и-Менендес, Викториано
Викториано Гисасола-и-Менендес (исп. Victoriano Guisasola y Menéndez; 21 апреля 1852, Овьедо, Испания — 2 сентября 1920, Мадрид, Испания) — испанский кардинал. Епископ Осмы с 15 июня 1893 по 19 апреля 1897. Епископ Хаэна с 19 апреля 1897 по 16 декабря 1901. Епископ Мадрида-Алькалы-де-Энареса с 16 декабря 1901 по 14 декабря 1905. Архиепископ Валенсии с 14 декабря 1905 по 1 января 1914. Архиепископ Толедо, примас Испании и патриарх Западной Индии с 1 января 1914 по 2 сентября 1920. Кардинал-священник с 25 мая 1914, с титулом церкви Санти-Куаттро-Коронати с 8 сентября 1914.